# تشاندا شارما
تشاندا شارما (بالإنجليزية: Chanda Sharma)‏ هي ممثلة هندية، ولدت في 1970.

## وصلات خارجية
- تشاندا شارما على موقع IMDb (الإنجليزية)
- تشاندا شارما على موقع ميتاكريتيك (الإنجليزية)
- تشاندا شارما على موقع روتن توميتوز (الإنجليزية)
- تشاندا شارما على موقع ألو سيني (الفرنسية)
- تشاندا شارما على موقع تيرنر كلاسيك موفيز (الإنجليزية)
- تشاندا شارما على موقع أول موفي (الإنجليزية)
- تشاندا شارما على موقع قاعدة بيانات الأفلام السويدية (السويدية)
- تشاندا شارما على موقع قاعدة بيانات الفيلم (الإنجليزية)
- تشاندا شارما على موقع ليتربوكسد (الإنجليزية)
- تشاندا شارما على موقع كينوبويسك (الروسية)